# Puente del Tamar
El puente del Tamar (nombre original en inglés: Tamar Bridge) es una estructura situada sobre el río Tamar, entre las localidades de Saltash (Cornualles) y Plymouth (Devon), en el sudoeste de Inglaterra. El puente colgante, con una longitud de su vano principal de 335 metros, está situado junto al puente Royal Albert y forma parte del itinerario de la A38, una carretera principal que conecta los dos condados.
Durante el siglo XX, se produjo una demanda creciente para reemplazar o complementar los ferries de Saltash y de Torpoint, que no podían hacer frente al aumento del tráfico motorizado. El Gobierno se negó a priorizar el proyecto, por lo que fue financiado por los Consejos de Plymouth City y del condado de Cornwall. La construcción corrió a cargo de la empresa Cleveland Bridge & Engineering Company y comenzó en 1959. Se inauguró extraoficialmente en octubre de 1961, con una presentación formal que contó con la presencia de Isabel Bowes-Lyon en abril de 1962. Con posterioridad el puente tuvo que reforzarse considerablemente, después de que se descubriera que no podía cumplir con los requisitos de la Unión Europea asociados al peso máximo autorizado de los vehículos de mercancías. La obra, que comenzó en 1999, consistió en la construcción de dos nuevos tableros paralelos que permitieron mantener el paso de vehículos, mientras que se reconstruía por completo la estructura original. El proyecto se completó a finales de 2001 y la Princesa Ana inauguró formalmente el puente reforzado en abril de 2002. Los dos tableros adicionales se han mantenido en uso, aumentando la capacidad del puente.
Se cobra un peaje por cruzar el puente para viajes en dirección este, con un descuento disponible a través de un sistema de pago electrónico. Se ha convertido en un hito importante en Plymouth, Saltash y sus alrededores, y se ha utilizado en varias ocasiones como escenario de actos de protesta o para resaltar el trabajo de organizaciones benéficas y en actividades para la recaudación de fondos.

## Ubicación

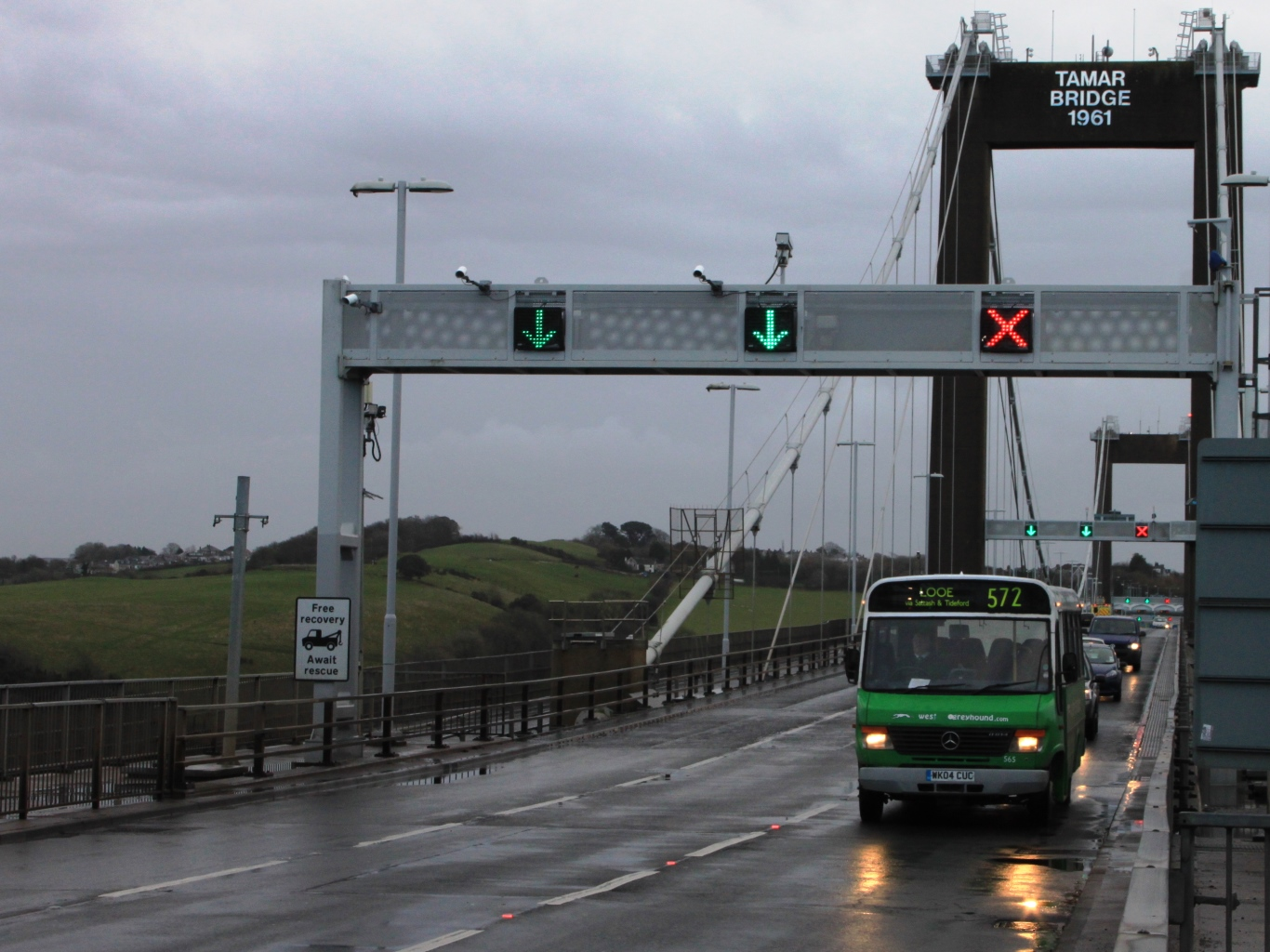
El puente de Tamar dispone de una vía reversible para reducir la congestión del tráfico

El puente pasa sobre el río Tamar desde cerca de Wearde (Saltash) en el oeste, hasta Riverside (Plymouth) en el este. Tiene un vano central de 335 m y dos vanos laterales de 114 m. Es parte de la A38, una importante carretera que atraviesa Cornualles y Devon; y se encuentra inmediatamente al norte del puente Royal Albert, una importante estructura ferroviaria diseñada por Isambard Kingdom Brunel inaugurada en 1859. Ambos puentes están al norte de Hamoaze, el estuario en el que desemboca el Tamar y que también es atravesado por el Ferry de Torpoint.
El puente es propiedad de y está mantenido por el Tamar Bridge and Torpoint Ferry Joint Committee, integrado por el Consejo de la ciudad de Plymouth y el Consejo del condado de Cornwall. Tiene un tramo principal con tres carriles, que utilizan una disposición reversible para maximizar el flujo de tráfico en hora punta, y dos carriles exteriores. El tablero norte se usa como una ruta de acceso local desde Saltash, mientras que el sur lo usan ciclistas y peatones, aunque podría transformarse para satisfacer la futura demanda de vehículos, siempre que se habilitaran alternativas como un transbordador, un autobús de enlace, un teleférico o una pasarela, que permitieran mantener el tráfico peatonal y ciclista.{sfn|Plymouth|Cornwall|2013|p=15}}

### Peajes
Los peajes actuales son de 2,00 libras para turismos y de 4,90 £, 8,00 £ y 11,00 £ para vehículos de mercancías de 2, 3 y 4 ejes de más de 3,5 toneladas, respectivamente. Se puede colocar un dispositivo electrónico llamado Tamar Tag en la ventana del vehículo, lo que permite al conductor viajar a mitad de precio. Los peajes solo se pagan cuando se viaja hacia el este desde Saltash a Plymouth.
El paso de peatones, ciclistas y motocicletas es gratuito. Los conductores discapacitados pueden solicitar concesiones en línea o a través de una oficina al lado del embarcadero del Ferry de Torpoint.

## Construcción

### Condicionantes

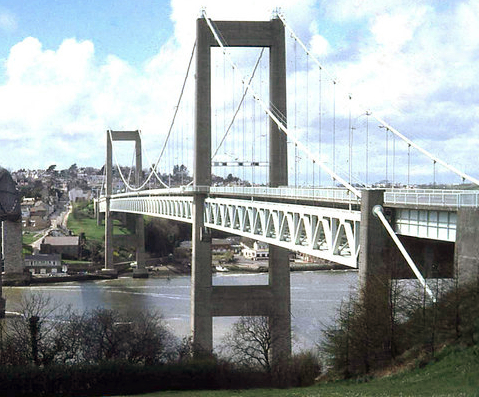
El puente del Tamar original en 1978, antes de su reconstrucción a finales de la década de 1990

Durante siglos, los usuarios de la carretera que deseaban ir de Saltash a Plymouth tenían dos opciones principales. El viaje en autocar implicaba un largo desvío hacia el norte, ya fuese hacia el puente Nuevo de Gunnislake (un puente de un solo carril construido en 1520) o hacia otros puentes situados más al norte, en la frontera entre Devon y Cornualles. La alternativa era tomar un transbordador para cruzar el río Tamar. El ferry de Torpoint había estado funcionando con éxito desde 1791 (y todavía está en servicio activo) mientras que el Ferry de Saltash cruzaba el río cerca de la ubicación actual del puente. Aunque populares, los transbordadores ya en el siglo XX no tenían suficiente capacidad como para satisfacer la demanda del tráfico motorizado. La idea de un cruce fijo a través del Tamar se planteó desde principios del siglo XIX, y las propuestas se discutieron en el Parlamento ya en 1930.
En 1950, los consejos del condado de Cornwall y de la ciudad de Plymouth discutieron la viabilidad de construir un puente de carretera. El gobierno no estaba entusiasmado con la idea, ya que se dudaba de que fuera financieramente viable y había proyectos más urgentes en la Gran Bretaña de la posguerra. Tras no ser atendidos, ambos ayuntamientos acordaron autofinanciar todo el proyecto, que se pagaría mediante peaje. La iniciativa recibió el correspondiente consentimiento real en julio de 1957. El concurso de licitación se inició el 4 de marzo de 1959 y el 9 de junio se aceptó una propuesta de la Cleveland Bridge & Engineering Company, con sede en el noreste de Inglaterra.

### Desarrollo de las obras

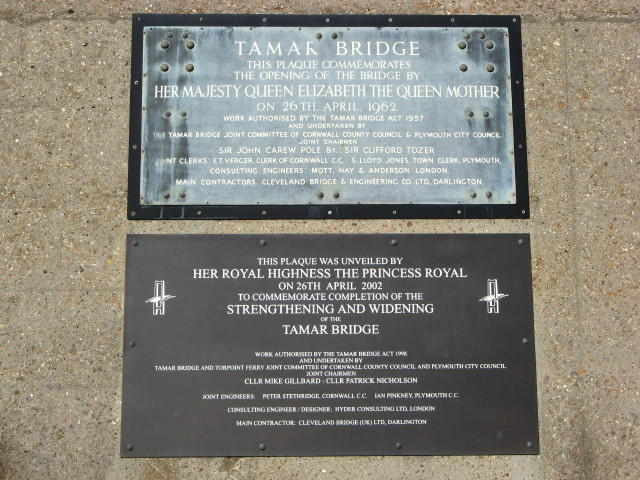
Un conjunto de placas que conmemoran la apertura original del puente del Tamar y su reconstrucción 40 años después

Los trabajos preparatorios del puente comenzaron en julio de 1959. Se había diseñado un puente colgante, lo que implicó la construcción de dos torres de hormigón de 67 m de altura para tender los cables de soporte. Se fijaron péndolas verticales a estos cables y la plataforma de la carretera dividida en secciones se transportó en barcazas para ser izada y colocada en su lugar. La empresa Cleveland Bridge and Engineering00 utilizó posteriormente la misma técnica para construir el primer puente del Severn.
La longitud total del puente colgante era de 1848 pies (563,3 m). Los cables de soporte medían cada uno 2200 pies (670,6 m) de largo, con un peso combinado de 850 toneladas. Fueron construidos para Cleveland Bridge and Engineering por British Ropes Ltd. La plataforma  constaba de una base de hormigón, recubierta con placas de acero de unos 20 milímetros (0,8 plg) de espesor y por una capa de hormigón asfáltico estándar de carreteras de 200 milímetros (7,9 plg). La calzada tenía capacidad para tres carriles de tráfico y se diseñó para tener un ancho de 33 pies (10,1 m), con dos paseos adicional para peatones de 6 pies (1,8 m) de anchura, situados a ambos lados del puente. Estaba diseñado para dar paso a unos 20.000 vehículos al día, con un peso máximo individual de 38 toneladas. Los materiales de la nueva estructura tenían un color similar al del adyacente puente Royal Albert.
El puente se inauguró extraoficialmente a las 6 de la mañana del 24 de octubre de 1961, cuando se retiraron las barreras de construcción. Fue inaugurado formalmente por Isabel Bowes-Lyon el 26 de abril de 1962.
Su costo total fue de 1,8 millones de libras (unos 43 millones actualmente). Fue el primer puente colgante importante que se construyó en el Reino Unido después de la Segunda Guerra Mundial, convirtiéndose en el puente colgante más largo de Gran Bretaña en aquel momento.

### Funcionamiento
El peaje inicial para los automóviles era de 3 chelines (15 peniques) para un solo viaje a través del puente, o 4/6 (22 ½ peniques) para la vuelta, mientras que para los camiones era de 14 chelines (70 peniques) y 1 libra respectivamente. El Ferry de Saltash cerró, pero el transbordador de Torpoint permaneció en funcionamiento, aunque la gestión del transbordador y del puente pasó a ser compartida para evitar que los dos cruces entraran en competencia directa entre sí.
En 1979, el peaje había aumentado a 30 peniques por un solo viaje en automóvil. Había subido de nuevo a 1 £ en 1995, aunque se mantuvo hasta 2010, cuando se incrementó otra vez hasta alcanzar 1,50 £. El 19 de noviembre de 2019, el nuevo peaje estándar se fijó en 2,00 libras.
En 1961, aproximadamente 4000 vehículos utilizaban el puente del Tamar cada día. Esta cifra aumentó significativamente en las siguientes décadas; y así, en 1998, la intensidad en la hora punta de la mañana era ya de 2500 vehículos. El día promedio semanal alcanzó los 38.200 vehículos cruzando el puente, y el flujo de un día entre semana de verano llegó a los 42.900. Por el contrario, el enlace del ferry de Torpoint podría transportar tan solo un máximo de 300 vehículos por hora.

## Ampliación y refuerzo

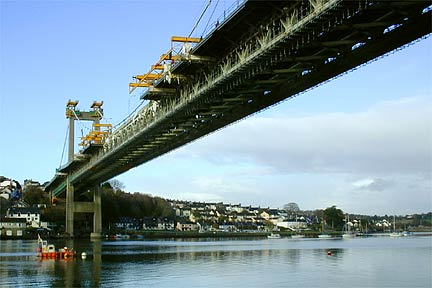
Puente del Tamar durante los trabajos de ampliación y refuerzo, 1999

Aunque el puente original fue diseñado para vehículos de 38 toneladas, cuando se inspeccionó alrededor de 1995, se descubrió que no podía cumplir con una directiva de la Unión Europea para soportar el paso de vehículos de hasta 40 toneladas, y solo podía soportar vehículos de 17 toneladas. Se llevó a cabo un estudio de factibilidad para un nuevo Cruce del Tamar en 1991, pero fue rechazado porque el costo estimado rondaría los 300 millones de libras esterlinas. El puente existente no se podía cerrar, ya que lo utilizaban más de 40.000 vehículos al día.
La solución final fue agregar mediante una pareja de losas ortótropas dos carriles en voladizo adicionales situados a cada lado del puente, en los que el tráfico podría circular mientras se reemplazaba la cubierta de la carretera original. La obra fue diseñada por Hyder Consulting y ejecutada por la empresa sucesora de Cleveland Bridge, que había trabajado en el proyecto original. La reconstrucción comenzó en 1999 y se retrasó un poco debido a la afluencia de turistas que viajaban a Cornualles para ver el eclipse solar del 11 de agosto de 1999, cuya línea de oscuridad totalidad pasaba por el condado. La nueva cubierta contenía 82 paneles ortotrópicos, cada uno de los cuales medía 6 metros (19,7 pies) por 15 metros (49,2 pies) y pesaba 20 toneladas. El trabajo se completó en diciembre de 2001 con un costo total de 34 millones de libras. Una vez concluida la obra de refuerzo se mantuvieron los dos carriles adicionales, con el fin de aumentar la capacidad del puente. La construcción completa pesaba 25 toneladas menos que el puente original.
El puente del Tamar fue reabierto oficialmente por la Princesa Ana el 26 de abril de 2002, exactamente cuarenta años después de la apertura inicial. No se esperaba que el tráfico aumentara tras la ampliación del puente, ya que el túnel del Saltash situado más al oeste actúa como un amortiguador de la intensidad del tráfico que atraviesa el puente.
Fue el primer puente colgante del mundo que se amplió con voladizos y el primer puente colgante del mundo que se amplió y reforzó mientras permanecía abierto al tráfico. El proyecto ganó el Premio de Ingeniería Civil de la Industria de la Construcción Británica de 2002, la categoría de Estructuras Históricas (30 años o más) de los Premios de la Institución de Ingenieros Civiles de 2002, y fue uno de los ocho
finalistas del premio promovido por el Primer ministro del Reino Unido al Mejor Edificio Público de 2002.
Bill Moreau, ingeniero jefe de la Autoridad de Puentes del Estado de Nueva York, quedó impresionado con el proyecto. Visitó el puente poco después de su reconstrucción y esperaba que se pudieran usar métodos similares en numerosos puentes antiguos en Nueva York, como el puente George Washington.
La capacidad del puente es de alrededor de 1.800 vehículos por hora y carril sobre cada cubierta principal y adicional:
- 3600 por hora para los dos carriles combinados de la cubierta principal en la dirección de la hora punta
- 1800 por hora para el carril de cubierta principal en dirección fuera de las horas punta
- 1800 por hora para el enlace local en dirección este desde Saltash sobre el carril voladizo norte
- Carril en voladizo del lado sur utilizado para peatones y bicicletas

La capacidad de la cabina de peaje solo en la dirección este (como se operó en 2013) fue de 4200 vehículos por hora y no se consideró que restringiera el flujo de la ruta, a pesar de que es menor que el potencial de 5400 vehículos por hora en dirección este de los dos carriles principales y del carril local que canaliza el tráfico de Saltash.
La capacidad real del puente tiene otras limitaciones:
- 3600 vehículos por hora de la autovía A38 en Plymouth, al este del puente y las cabinas de peaje
- La glorieta de Pemros Road en Plymouth tiene una capacidad máxima nocturna en dirección oeste de 3400 vehículos por hora, por debajo de los 3600 combinados de los dos carriles principales del puente asignados
- La mencionada glorieta tiene una capacidad máxima en dirección oeste por la mañana determinada por la fusión de dos carriles en un solo carril al salir de la glorieta y la necesidad de dar paso a los autobuses
- 3600 en la dirección de la hora punta y 1800 fuera de la hora punta al oeste del puente en el Túnel del Saltash
- Los dos carriles se fusionan en uno en el acceso en dirección este durante los picos de la tarde, cuando se asigna un carril del puente que restringe el flujo a menos de 1800 vehículos por hora del único carril utilizado del puente

## Legado

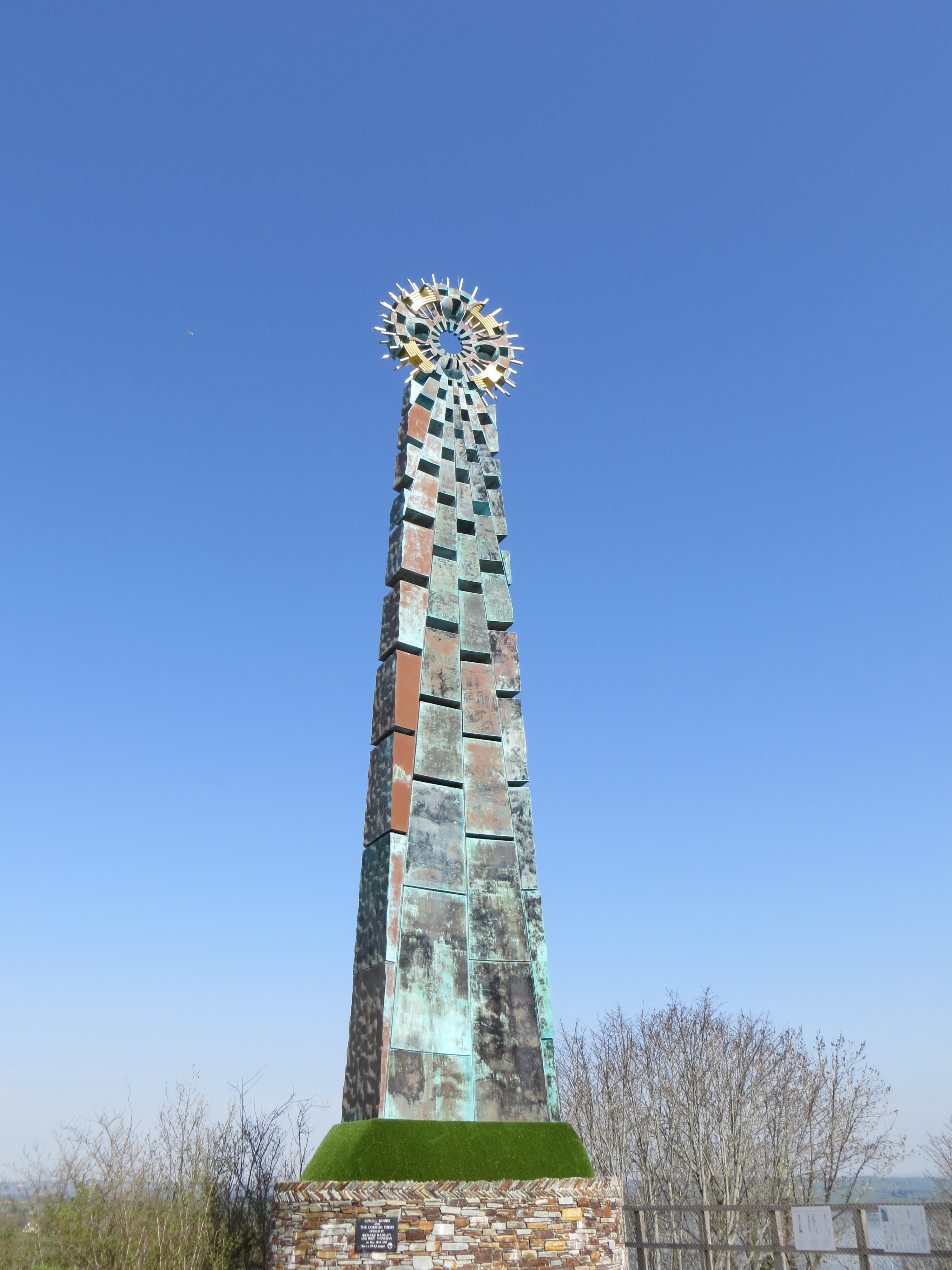
La Cruz de Cornualles

El puente del Tamar es un símbolo reconocible en todo su entorno, así como una conexión por carretera principal entre Cornualles y el resto de Inglaterra. De hecho, los partidarios de la devolución de Cornualles lo consideran un puente entre dos naciones distintas.
En marzo de 1998, después del cierre de la última mina de estaño de Europa en South Crofty (Cornualles), reabierta por un tiempo y vuelta a cerrar, el Cornish Solidarity Action Group (CSAG) propuso a los conductores que pagasen el peaje de una 1 libra en centavos. El grupo pensó que esta postura ralentizaría el cobro de peajes y causaría una congestión generalizada en el área local. En su opinión, Cornualles debería recibir subsidios similares a los de Gales del Sur y Merseyside, que estaban recibiendo subvenciones de regeneración del gobierno.
El 23 de enero de 2004, cuatro manifestantes se subieron a uno de los pórticos sobre el puente del Tamar para resaltar el trabajo del grupo Fathers 4 Justice, que promueve los derechos de los padres en las disputas sobre autoridad parental. La protesta provocó atascos en las horas punta en ambos lados del puente. Posteriormente se retiraron los cargos contra los manifestantes, después de que se consideró que no había una posibilidad real de condena.
En 2012, los concejales locales se quejaron cuando el comité organizador olímpico se negó a que la llama olímpica pasase a través del puente del Tamar antes de los Juegos Olímpicos de Londres. Un concejal dijo que la entrega debería haber sido "uno de los momentos icónicos de todo el relevo de la antorcha en Cornualles". Los organizadores oficiales dijeron que no era práctico hacerlo, ya que implicaba cerrar el puente.